# Андрей Протич
Андрей Протич (болг. Андрей Протич; нар. 8 листопада 1875, Велес — пом. 3 листопада 1959, Софія — болгарський мистецтвознавець, археолог, белетрист.

## Біографія
Народився 8 листопада 1875 в містечку Велес. Вивчав філософію в Гейдельберзі та Лейпцигу (1895–1896), а в 1896–1897 політехніку в Дрездені. У 1901 повернувся до Болгарії й працював учителем середньої школи в Софії з 1902 по 1907. У 1903 був одним із засновників компанії «Сучасне мистецтво». У 1908–1912 роках очолював Департамент культури Міністерства національної освіти. Писав статті та огляди, присвячені мистецтву й літературі, видавався в журналах «Мисъл», «Отечество», «Българан». З 1912 по 1915 знову працював учителем.
Під час Першої світової війни був військовим кореспондентом, нагороджений Орденом Честі. У 1919 редагував газету «Военни известия». З 1920 по 1928 був директором археологічного музею в Софії.
Є автором багатьох видань з історії болгарського мистецтва.
Член Болгарської археологічного інституту, з 1920 постійний член Болгарської академії наук, з 1946 член-кореспондент Румунської академії наук, з 1930 — член-засновник Македонського наукового інституту.
Помер 3 листопада 1959 в Софії.

## Літературна діяльність
- The Fine Arts of Bulgaria [Архівовано 5 липня 2017 у Wayback Machine.], London, 1907
- Изкуство, театър и литература. Студии и критика 1902/1907, Кюстендил, 1907
- Архитектоническата форма на Софийската църква «Св. София». Художествено-историческо изследване. София, 1912
- Същност и развитие на българската църковна архитектура, 1922
- Арбанашката къща. Годишник на Археологическия музей, 3, С., 1922, с. 29–59
- Новото българско изкуство, 1922
- Югозападната школа в българската стенопис XIII—XIV в. Сборник в чест на Васил Златарски, С., 1925, с. 291–342
- Сасанидската художествена традиция у прабългарите, 1927 (на френски 1930)
- Къщата на копривщенци, 1927
- Изкуството в София [Архівовано 5 липня 2017 у Wayback Machine.], Юбилейна книга за София, 1928
- Денационализация и възраждане на нашето изкуство от 1393—1878 г. [Архівовано 5 липня 2017 у Wayback Machine.] — В: България 1000 години, С., 1930, с. 383—440
- Петдесет години българско изкуство [Архівовано 5 липня 2017 у Wayback Machine.], 2 тома, 1933—1934
- И. В. Мърквичка. Живот и творчество. С., 1955
- Русалка. С. 1914
- Девственият Йосиф. Роман на един младеж. С., 1918
- Бунт у Хисарови. Комедия на живота. С., 1940
- Capricio di Capri. Роман. С., 1942[1]